# Chinese Taipei Open 1992
Die Chinese Taipei Open 1992 im Badminton (auch Chinese Taipei Masters 1992) fanden vom 7. bis zum 12. Januar 1992 in Taipeh statt. Das Preisgeld betrug 110.000 US-Dollar, was dem Turnier zu einem Vier-Sterne-Status im Grand Prix verhalf.

## Sieger und Platzierte
| Disziplin    | Gold                               | Silber                           | Bronze                            |
| ------------ | ---------------------------------- | -------------------------------- | --------------------------------- |
| Herreneinzel | Ardy Wiranata                      | Hermawan Susanto                 | Poul-Erik Høyer Larsen            |
| Herreneinzel | Ardy Wiranata                      | Hermawan Susanto                 | Fung Permadi                      |
| Dameneinzel  | Yuliani Santosa                    | Christine Gandrup                | Eline Coene                       |
| Dameneinzel  | Yuliani Santosa                    | Christine Gandrup                | Aiko Miyamura                     |
| Herrendoppel | Cheah Soon Kit Soo Beng Kiang      | Jalani Sidek Tan Kim Her         | Peter Axelsson Pär-Gunnar Jönsson |
| Herrendoppel | Cheah Soon Kit Soo Beng Kiang      | Jalani Sidek Tan Kim Her         | Jan Paulsen Henrik Svarrer        |
| Damendoppel  | Gil Young-ah Shim Eun-jung         | Eline Coene Erica van den Heuvel | Kang Chia-yi Lee Chien-mei        |
| Damendoppel  | Gil Young-ah Shim Eun-jung         | Eline Coene Erica van den Heuvel | Julie Bradbury Gillian Clark      |
| Mixed        | Maria Bengtsson Pär-Gunnar Jönsson | Henrik Svarrer Marlene Thomsen   | Jan Paulsen Gillian Gowers        |
| Mixed        | Maria Bengtsson Pär-Gunnar Jönsson | Henrik Svarrer Marlene Thomsen   | Gillian Clark Nick Ponting        |

## Finalergebnisse
| Disziplin    | Sieger                             | Finalist                         | Ergebnis         |
| ------------ | ---------------------------------- | -------------------------------- | ---------------- |
| Herreneinzel | Ardy Wiranata                      | Hermawan Susanto                 | 8-15, 15-0, 15-7 |
| Dameneinzel  | Yuliani Santosa                    | Christine Magnusson              | 11-6, 9-12, 11-9 |
| Herrendoppel | Cheah Soon Kit Soo Beng Kiang      | Jalani Sidek Tan Kim Her         | 15-7, 15-4       |
| Damendoppel  | Gil Young-ah Shim Eun-jung         | Eline Coene Erica van den Heuvel | 15-6, 15-9       |
| Mixed        | Pär-Gunnar Jönsson Maria Bengtsson | Henrik Svarrer Marlene Thomsen   | 15-6, 17-15      |